# Soroki (rejon wołożyński)
Soroki (biał. Сарокі; ros. Сороки) – wieś na Białorusi, w obwodzie mińskim, w rejonie wołożyńskim, w sielsowiecie Dory.

## Historia
W czasach zaborów w okręgu wiejskim Piotrowszczyzna, w gminie Horodek, w powiecie wilejskim, w guberni wileńskiej Imperium Rosyjskiego. W 1866 roku liczyła 7 dusz rewizyjnych. Należała do dóbr Kancewszczyzna, własność Kalinowskich.
W latach 1921–1945 wieś leżała w Polsce, w województwie wileńskim, w powiecie wilejskim, od 1927 roku w powiecie mołodeczańskim, w gminie Gródek.
Według Powszechnego Spisu Ludności z 1921 roku zamieszkiwały tu 104 osoby, 6 było wyznania rzymskokatolickiego a 98 prawosławnego. Jednocześnie 85 mieszkańców zadeklarowało polską a 19 białoruską przynależność narodową. Było tu 16 budynków mieszkalnych. W 1931 w 23 domach zamieszkiwało 113 osób.
Wierni należeli do parafii rzymskokatolickiej w Chołchle i parafii prawosławnej w Gródku. Miejscowość podlegała pod Sąd Grodzki w Rakowie i Okręgowy w Wilnie; właściwy urząd pocztowy mieścił się w Gródku.
W wyniku napaści ZSRR na Polskę we wrześniu 1939 miejscowość znalazła się pod okupacją sowiecką. 2 listopada została włączona do Białoruskiej SRR. Od czerwca 1941 roku pod okupacją niemiecką. W 1944 miejscowość została ponownie zajęta przez wojska sowieckie i włączona do Białoruskiej SRR.
Od 1991 w składzie niepodległej Białorusi.